# Коно, Кохэй
Кохэй Коно (яп. 河野公平 Ко:но Ко:хэй, род. 23 ноября 1980 года в Маракай, Токио) — японский боксёр-профессионал, выступающий во второй наилегчайшей (Super flyweight) (до 52,2 кг) весовой категории. Чемпион мира по (по версии WBA, 2012—2013, 2014—2016.).

## Профессиональная карьера
Кохэй Коно дебютировал на профессиональном ринге в ноябре 2000 года в легчайшей весовой категории.
В феврале 2007 года завоевал титул чемпиона Японии. В октябре этого же года завоевал титул чемпиона Азии по версии OPBF.
15 сентября 2008 года в бою за вакантный титул чемпиона мира по версии WBA, во втором легчайшем весе проиграл раздельным решением судей соотечественнику Нобуо Носиро.
В 2009 году снова завоевал титул чемпиона Азии.
В 2010 и 2011 годах проиграл по очкам подряд три поединка: Томасу Райосу, Ёте Сато и Ёхэю Тобэ.
31 декабря 2012 года неожиданно победил нокаутом тайца Тепаррита Кекетжима, и стал новым чемпионом мира по версии WBA.
6 июня 2013 года проиграл титул решением большинства судей венесуэльцу Либорио Солису.
В марте 2014 года нокаутировал тайца Денкаосана Каовичита и снова стал чемпионом мира по версии WBA.
31 августа 2016 года встретился с панамцем Луисом Консепсьоном в бою за пояс чемпиона мира во 2-м наилегчайшем весе по версии WBA. Проиграл единогласным решением судей и утратил титул. Счёт: 113-115 и 112-116 (дважды).
30 декабря 2016 года встретился с соотечественником Наоя Иноуэ в бою за пояс чемпиона мира во 2-м наилегчайшем весе по версии WBO. Проиграл техническим нокаутом в шестом раунде.